# Bergan Castle
Bergan Castle (englisch für Berganburg) ist ein 1590 m hoher Nunatak im ostantarktischen Coatsland. In der Shackleton Range ragt er südlich des Mount Dewar aus dem Shotton-Schneefeld auf.
Die United States Navy fotografierte ihn 1967 aus der Luft. Der British Antarctic Survey nahm zwischen 1968 und 1971 Vermessungen vor. Das UK Antarctic Place-Names Committee benannte ihn 1971 nach dem norwegischen Zweiradtechniker und Erfinder Ole Ferdinand Bergan (1876–1956), der einen 1909 patentierten Rucksackrahmen entwickelte und darüber das Unternehmen Bergans gründete.